# مسجد الجوهرجي
مسجد الجوهرجي هو أحد مساجد النجف التاريخية يقع في محلة الجديدة في شارع المدينة حاليا، شييده وبناه الحاج محمد الجوهرجي عام 1382هـ وقد ارخ انشاءه الشاعر محمد جواد مطر بأبيات مثبتة في مقدمته في جهة باب المسجد بالقاشاني:
صالح ما أسس مسجدا هنا الا وفي الجنة بيتا اسسا
فقلت في التاريخ (زره انه مسجد على التقى تأسسا).
فضلا عن انه قد جعل الطابق العلوي منه مدرسة دينية.